# Ain't My Fault
Ain't My Fault är en låt av svenska sångerskan Zara Larsson från hennes andra studioalbum So Good. Den släpptes den 2 september 2016 genom TEN Music Group och Epic Records som den tredje singeln från albumet. Låten fick positiva recensioner från kritiker när den släpptes och toppade som plats 1 i Sverige, topp 10 i Norge och Rumänien och topp 20 i ytterligare tio länder.

## Låtlista
- Digital nedladdning

1. "Ain't My Fault" – 3:44

- Digital nedladdning [2]

1. "Ain't My Fault" (J Hus & Fred VIP Mix) – 3:31

- Digital nedladdning [3]

1. "Ain't My Fault" (R3hab Remix) – 2:38

- Digital nedladdning [4]

1. "Ain't My Fault" (Remix) (med Lil Yachty ) – 3:58